# قبیله کولا (استرالیا)
قبیله کولا (به انگلیسی: Kula tribe) یکی از قبایل بومیان استرالیا در استان نیو ساوت ولز می‌باشند که هم چنین به نام کرونو (به انگلیسی: Kurnu) نیز معروف هستند.